# Gornji Krčin
Gornji Krčin (cyr. Горњи Крчин) – wieś w Serbii, w okręgu rasińskim, w gminie Varvarin. W 2011 roku liczyła 213 mieszkańców.